# Орловский, Алексей Борисович
Алексей Борисович Орловский (род. 1963, Москва) — российский художник, живописец, график, фотограф, иллюстратор. Стипендиат Союза художников СССР (1990—1991). Член Московского Союза художников (1993 — н.в.)

## Биография
Алексей Орловский родился 24 марта 1963 года в Москве. В 1982—1988 гг. учился в Московском полиграфическом институте на курсе Дмитрия Спиридоновича Бисти.
С 1981 по 1988 работал печатником (офорт, гравюра, литография) в Доме Творчества «Челюскинская». «В какой-то момент моей работы в «Челюскинская», я почувствовал, что этап становления превращается в самостоятельное творчество. Этому очень способствовало знакомство с такими прекрасными художниками как Перевезенцевым Юлием и Валерием Орловым. У Перевезенцева я научился свободе мышления, а у Орлова свободе работы в материале» Алексей Орловский.
С 1988 по 1991 работал в составе молодежных групп в Доме Творчества «Сенеж» Союза Художников СССР, занимался литографией и шелкографией (в 1988 г. сделал первую шелкографию). С 1989 года в составе группы «5+1» участвовал в выставках в Германии.. «От встречи с творчеством группы «5+1» у меня осталось сильное впечатление. Сильное, потому что за работами каждого из художников видно привлекательное и убедительное индивидуальное лицо, и в то же время создается ощущение, что все они связаны друг с другом». К. Хаберль.
В 1993 году вернулся в Дом Творчества «Челюскинская», уже как художник и проработал там полгода в литографской мастерской. С 1990—2001 гг. Алексей Орловский работал в Германии, в городе Хайденхайм (Heidenheim an der Brenz) в печатной мастерской Schnitzer Design, где сделал серию шелкографией. В 1994 году в Дании, в городе Оденсе состоялась совместная выставка графики «Seasons» с Валерием Орловым, Павлом Маковым, Леонидом Тишковым.
В 2002 году — участник «International Young Art» Artlink / Sotheby's.
В 2002—2003 гг. в печатной мастерской «Ю & М Гельмана» завершил работу над серией печатных листов с использованием двух техник — гравюры на фанере и шелкографии. С 2001 занимался преподавательской деятельностью в Школе Современного искусства, в Национальном институте Дизайна. В 2007 году в M-Gallery в Харькове состоялась ретроспективная выставка Алексея Орловского «20 лет работы. Печатная графика» (1987—2006 гг.).
С 2001 по 2008 Алексей Орловский сотрудничал с детским издательством «Август», создал иллюстрации к книгам: «Приключения Травки» С. Розанова, «Русские поэты для детей и взрослых» А. И. Коняшова, «Жалобы Турка» А. Розенштрома. В 2008 году состоялась выставка-презентация книги «Жалобы Турка» в Зверевском центре современного искусства, где Алексей Орловский показал ряд станковых работ с 1987 по 2007 гг., которые были представлены в книге фрагментами.
С 2009 по 2011 гг. занимался литографией в мастерской на Нижней Масловке. В 2014 году работал над монументальной росписью фасадов частного дома в Крыму в г. Алупке.
Работы Алексея Орловского находятся в собраниях Государственной Третьяковской Галереи, Музее изобразительных искусств имени А. С. Пушкина
, Екатеринбургской, Курганской, Тюменской Государственных картинных галерей, Нижнетагильского музея изобразительных искусств, ГЦСИ Владикавказа, а также в частных собраниях.

## Публикации
«Алексей Орловский работает в самых разных техниках. Делает гравюры на фанере и сухой иглой, шелкографии, литографии; занимается фотографией; пишет живописные картины. И на этом множестве пластических языков он рассказывает по сути, одну историю, оставаясь в кругу одних и тех же повторяющихся из листа в лист знаковых ориентиров…» Галина Ельшевская.
«…он обрел свой голос, свою тему в многоголосном хоре современного искусства и заговорил как Мастер, которому по силам ставить и решать сверхзадачи в творчестве и в жизни». А. Ридер
«Художник делает смелые коллажи, соединяя размытость старых фотографий и штампованную четкость упаковок от чая, винных этикеток «Южной ночи». Во всем этом видны усвоенные уроки Фаворского, экспрессионистов, Джаспера Джонса, Ротко, и Раушенберга — плюс собственные, Алексея Орловского, живописные достижения…»
«Творческой изобретательности актуального художника Алексея Орловского нет предела. Он умудрился поработать во всех известных искусствознанию техниках (включая ксилографию, литографию и шелкографию), а также изобрести несколько новых. Творчество мастера воистину народно…»
«Алексей Орловский предельно реалистичен: все, что он создает в листах, является хорошо знакомым, пережитым, прочувствованным, тем, к чему его память неустанно возвращается, используя разные уровни фиксаций — от документального ряда до образно-цветового. В какофонии цвета и крупном формате работ Орловского находит свое выражение живописный темперамент художника, выражающий отношение к жизни…»
«Типичный Орловский — это «лето», щедро осыпанное ярчайшими цветами, срисованными с кусочков ситцевого одеяла. Это наблюдение за ползущим медленно днем и переменами освещения. Его лирический герой — праздный разглядыватель собственных следов на песке, любитель красивых вещей — чайного магазина на Мясницкой, чайных полосатых жестяных коробочек, круглых букв, которыми пишется слово «чай»…» Людмила Лунина

## Персональные выставки
- 1991 Галерея «Krussparcasse». Хайденхайм, Германия.[18]
- 1993 1994 1996 2002 Галерея «Велта». Москва.
- 1993 Галерея «Im griesbad». Ульм, Германия.
- 1994 1996 Галерея «Gangway». Хайденхайм, Германия.
- 2000 2003 Зверевский центр современного искусства. Москва.
- 2001 Галерея «МАРС». Москва.
- 2002 Музей изобразительных искусств. Нижний Тагил.
- 2004 Галерея «Манеж».[19] Москва.
- 2007 M-Gallery. Харьков, Украина.
- 2007 Русская галерея. Совместно с Екатериной Рожковой. Таллин.
- 2014 Галерея «Культпроект»[20]. Совместно с Олегом Кудряшовым и Юрием Штапаковым. Москва.
- 2015 Тюменская Государственная картинная галерея. Совместно с Алексеем Бачуриным и Константином Шоховым. Тюмень.
- 2015 «Филиал Государственного Ханты-Мансийскийского Художественного Музея «Галерея-мастерская художника Г. С. Райшева»[21]. Совместно с Алексеем Бачуриным и Константином Шоховым.

## Избранные выставки
- 1986 XVII молодежная выставка.
- 1987 Всесоюзная молодежная выставка. Москва.
- 1987 I Московский аукцион. Москва.
- 1988 Триеннале графики. Нюрнберг, Германия.
- 1988 XVIII молодежная выставка. Москва.
- 1989 Графическая выставка «66 графиков». ЦДХ, Москва.
- 1989 «5+1». Мюнхен, Кельн, Бон, Аахен, Кассель. Германия.
- 1989 Галерея «МАРС». Москва.
- 1989 Графика московских художников. ЦДХ. Москва.
- 1990 Триеннале графики. Фрехен, Германия.
- 1992 «Письмо к Булгакову». ЦДХ. Москва.
- 1992 «4 русских художника». «Alten Kloster» Кельн, Германия.[22]
- 1993 Выставка графики. ЦДХ. Москва.
- 1993 «Беспредметная традиция в русском искусстве». Анкара, Турция.
- 1994 1996 1998 2000 2002 Биеннале графики. Калининград, Россия.[23]
- 1994 «Seasons»[5]. Оденсе, Дания.
- 1998 Биеннале графики, Прага.
- 1999 «Живая натура». Екатеринбург, Россия.
- 1999 «Урал, Тибет…». Москва.
- 2001 Триеннале графики. Таллин.
- 2002 «International Young Art». Artlink, Sotheby’s.
- 2004 Еврографик. Москва. Мост интеграции европейской культуры, триеннале графики. Краков.
- 2007 «Нефертити. Практика себя», Проект Фабрика. Москва.
- 2008 «Перевод бумаги», 2009 «Купальщицы», Зверевский центр современного искусства. Москва.
- 2015 Галерея «A3» «МанифестаКция художников». Москва.
- 2016 KIM BO SUNG / ART CENTER. Dialogue: Contemporary Art from Russia. Seoul.[24]
- 2018 POPUPMUSEUM «Русско-китайские сезоны 2018». Москва.
- 2019 Государственный музей-заповедник «Царицыно» арт-проект «Желтый звук», посвящённый 85-летию со дня рождения А. Шнитке. Москва.
- 2021 МЕЖДУНАРОДНАЯ ВЫСТАВКА ПЕЧАТНОЙ ГРАФИКИ. ТАЙВАНЬ.
- 2021 III Международная триеннале современной графики. Новосибирск.
- 2022 ГАЛЕРЕЯ «НА КАШИРКЕ» «ДЫХАНИЕ ЗЕМЛИ (HABITUS TERRAE)».
- 2023 2024 «Галерея САД» Переделкино.
- 2024 Ботаника-АРТ. Технопарк. Долгопрудный.
- 2024 2025 «Что нового?» Галерея Выхино. Москва.

## Награды и премии
- II премия в разделе «Графика» XVIII молодежная выставка. Москва. 1988.
- II премия Биеннале графики. Калининград, Россия. 1994.
- Лауреат V международной биеннале станковой графики. Калининград, Россия. 1996.

## Ссылки

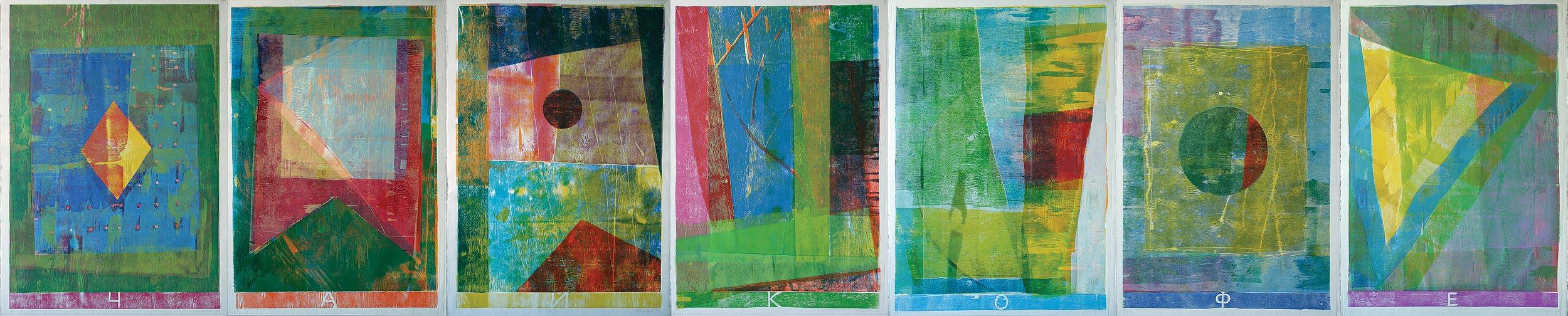
ЧАЙКОФЕ. Гравюра на фанере. 100х490. 1997 г.